# Studenokrevnost
Studenokrevnost je laický pojem, označující neschopnost udržení stálé tělesné teploty (možná vzniklý překladem z angličtiny: "cold-blooded"). V odborné češtině se spíše hovoří o poikilotermii či ektotermii (viz článek Termoregulace živočichů).

## Vysvětlení pojmu
Tato vlastnost se vyskytuje především u nižších živočichů jako jsou např. hmyz, obojživelníci a plazi. Tělesná teplota je tak velmi proměnlivá a svoji teplotu mohou tito živočichové ovlivňovat svalovými pohyby nebo vyhříváním se na slunci.

## U vyhynulých živočichů
Výzkum založený na rozboru biomarkerů oxidačního stresu ve stehenních kostech dinosaurů a dalších obratlovců ukazuje, že teplokrevní (endotermní) byli patrně všichni plazopánví dinosauři, zatímco mezi ptakopánvými nalezneme převážně potenciálně „studenokrevné“ druhy nebo zástupce s jinými fyziologickými adaptacemi.